# James Cartlidge
James Roger Cartlidge, né le 30 avril 1974 à Londres, est un homme politique conservateur britannique, député pour Suffolk Sud depuis mai 2015. 
Il est Ministre des Marchés publics de la défense du 21 avril 2023 au 5 juillet 2024.

## Éducation et carrière
James Cartlidge est né le 30 avril 1974. Il fait ses études à la Queen Elizabeth's School un lycée public pour garçons dans le bourg de Chipping Barnet au nord-ouest de Londres, puis à l'Université de Manchester, où il étudie l'économie.
Il est d'abord entrepreneur, ayant fondé Share to Buy Ltd, un portail de propriété partagée et hôte du « London Home Show ».

## Carrière politique
James Cartlidge se présente aux élections législatives de Lewisham Deptford lors des Élections générales britanniques de 2005, terminant troisième. Il est également membre élu du conseil de district de Babergh avant son élection à la Chambre des communes en mai 2015.
Lors des élections générales de 2015, James Cartlidge remporte 53 % des voix, 34 % de plus que le deuxième, le candidat du Parti travailliste et 2 996 voix de plus que la dernière élection de son prédécesseur, le député Tim Yeo, qui a pris sa retraite ,.
James Cartlidge est opposé au Brexit avant le référendum de 2016 .
En janvier 2018, il est nommé Secrétaire parlementaire privé du Secrétaire d'État à la Santé, Jeremy Hunt, et reste son PPS lorsque Hunt est promu ministre des Affaires étrangères. En août 2019, il est nommé PPS du Secrétaire d'État à la Défense, Ben Wallace. En février 2020, il est nommé PPS du chancelier de l'Échiquier, Rishi Sunak. Il démissionne le 7 juillet 2022, à la suite d'une série de démissions au sein du Cabinet. Il est Secrétaire de l'Échiquier au Trésor du 28 octobre 2022 au 21 avril puis Ministre des Marchés publics de la défense depuis le 21 avril 2023, dans le gouvernement Sunak.
James Cartlidge est le patron du Shotley Pier Project, un projet communautaire visant à restaurer la jetée victorienne sur la péninsule de Shotley.

## Vie privée
James Cartlidge est marié à Emily, avec qui il a quatre enfants. Son beau-père est l'ancien député conservateur, Gerald Howarth, député d'Aldershot jusqu'en 2017.